# Волово (Тульская область)
Воло́во — рабочий посёлок в Тульской области России, административный центр Воловского района. Образует городское поселение рабочий посёлок Волово.
Население 3570 человек (2021).

## География
Расположен в 77 км к юго-востоку от Тулы, близ федеральной автотрассы М4 «Дон». Железнодорожная станция на линии Ожерелье — Елец.

## История
Считается, что село Волово было основано во второй половине XVIII века. Рядом с селом находилось давшее ему название древнее Волово озеро — исток реки Непрядвы, впадающей в Дон. После постройки Знаменской церкви село именовалось «Знаменское, Волово тож».
Развитие населённого пункта ускорилось со строительством в 1873—1874 годах Елецкой ветки Сызрано-Вяземской железной дороги, на которой была открыта станция Волово. С постройкой в 1899—1901 годах Данковско-Козельской ветки Рязано-Уральской железной дороги, станция стала железнодорожным узлом. В начале XX века на станции имелось оборотное депо с паровозным зданием на 8 стойл, а также начальное железнодорожное училище.
С 1926 года посёлок является центром Воловского района.
Статус посёлка городского типа — с 1970 года.
В 1995 году движение по дороге на участке Куликово Поле (Куркино) — Волово — Тёплое — Горбачёво было закрыто, пути и оборудование устройств СЦБ в течение 1999—2001 годов было расхищено; станция Волово потеряла статус узловой.

## Население
| 1939  | 1959  | 1970  | 1979  | 1989  | 2002  | 2010  | 2012  | 2013  |
| ----- | ----- | ----- | ----- | ----- | ----- | ----- | ----- | ----- |
| 2819  | ↗3036 | ↗3314 | ↗3812 | ↗4331 | ↘4208 | ↘3853 | ↘3766 | ↘3659 |
| 2014  | 2015  | 2016  | 2017  | 2018  | 2019  | 2020  | 2021  |       |
| ↘3609 | ↘3563 | ↘3510 | ↘3427 | ↗3537 | ↗3549 | ↗3574 | ↘3570 |       |

Национальный состав
По итогам переписи населения 2020 года проживали следующие национальности (национальности менее 0,1 % и другое см. в сноске к строке «Другие»):
| Национальность | Численность, чел. | Доля     |
| -------------- | ----------------- | -------- |
| Русские        | 3003              | 84,12 %  |
| Узбеки         | 160               | 4,48 %   |
| Таджики        | 60                | 1,68 %   |
| Киргизы        | 15                | 0,42 %   |
| Азербайджанцы  | 8                 | 0,22 %   |
| Татары         | 8                 | 0,22 %   |
| Украинцы       | 6                 | 0,17 %   |
| Гагаузы        | 6                 | 0,17 %   |
| Даргинцы       | 4                 | 0,11 %   |
| Армяне         | 4                 | 0,11 %   |
| Другие         | 296               | 8,30 %   |
| Итого          | 3570              | 100,00 % |

## Экономика
Волово — центр сельскохозяйственного района. Основные предприятия района: молочный завод, инкубаторно-птицеводческая станция и щебёночный завод.
В октябре 2016 года запущен мясоперерабатывающий комплекс ООО «Воловский бройлер» полного цикла, мощностью до 51 тыс. тонн мяса бройлеров в год. Объём инвестиций составил более 1 млрд рублей. По завершении реализации проекта будет создано 1315 рабочих мест.
Масштаб проекта — птицеводческий комплекс замкнутого цикла, состоящий из 75 отдельно стоящих птичников по выращиванию бройлеров, из них 42 птичника для содержания бройлеров, 24 птичника для содержания родительского стада, 9 птичников для содержания ремонтного молодняка. Комплекс также включает в себя: убойный цех, цех глубокой переработки, цех производства мясокостной муки, инкубаторий, холодильные цеха, собственные очистные сооружения, водозаборные скважины. Полностью автоматизированный технологический процесс кормления, вакцинации, поддержания комфортных и санитарных микроклиматических условий в птичниках. Этим обеспечивается значительное снижение риска, вызываемого так называемым «человеческим» фактором. Высокий уровень защиты от возникновения эпидемий и пандемий среди поголовья, благодаря созданию санитарных зон (удалённость ферм друг от друга составит 0,3-1км), что существенно снижает риски ведения данного бизнеса. Такое территориальное удаление птичников друг от друга позволяет почти полностью исключить массовое распространение различных заболеваний птицы, что свойственно традиционной организации производства бройлерного мяса.

## Культура
В Волово имеются две средних школы, детская школа искусств и дом культуры, где работают коллективы и кружки художественного творчества, любительские объединения и клубы по интересам, проводятся концерты, фестивали, выставки.
Издаётся районная общественно-политическая газета «Время и люди».
С 1997 года Волово является крайней западной точкой охранной зоны Государственного военно-исторического и природного музея-заповедника «Куликово поле».

## Достопримечательности
- Воловский районный художественно-краеведческий музей (ул. 30 лет Победы, д. 17а).[26]
- Свято-Знаменская церковь (в честь иконы Божией Матери «Знамение»; действует) (1822 год)[27].